# Omamno
Omamno is een plaats in de gemeente Bedenica in de Kroatische provincie Zagreb. De plaats telt 159 inwoners (2001).